# Akihabara
Akihabara Akihabara (秋葉原) ('Camp de fulles de tardor'), també conegut amb el nom Akihabara Electric Town (秋葉原電気街, Akihabara Denki Gai) ('Ciutat elèctrica d'Akihabara'), és una àrea de Tòquio (Japó), a dues estacions de l'estació central de Tòquio (amb la línia Yamanote). Cal dir que, tot i que el lloc és anomenat Akihabara, la major part se'n troba, oficialment, a Soto-Kanda, una part de Chiyoda-ku.
Akihabara és la zona comercial més important, tant per a objectes nous com per a objectes usats, d'electrònica, informàtica, i sobretot anime. Els objectes nous es troben al carrer principal, Chūōdōri, i els objectes usats es troben principalment en els carrers de Soto Kanda 3.

## Història

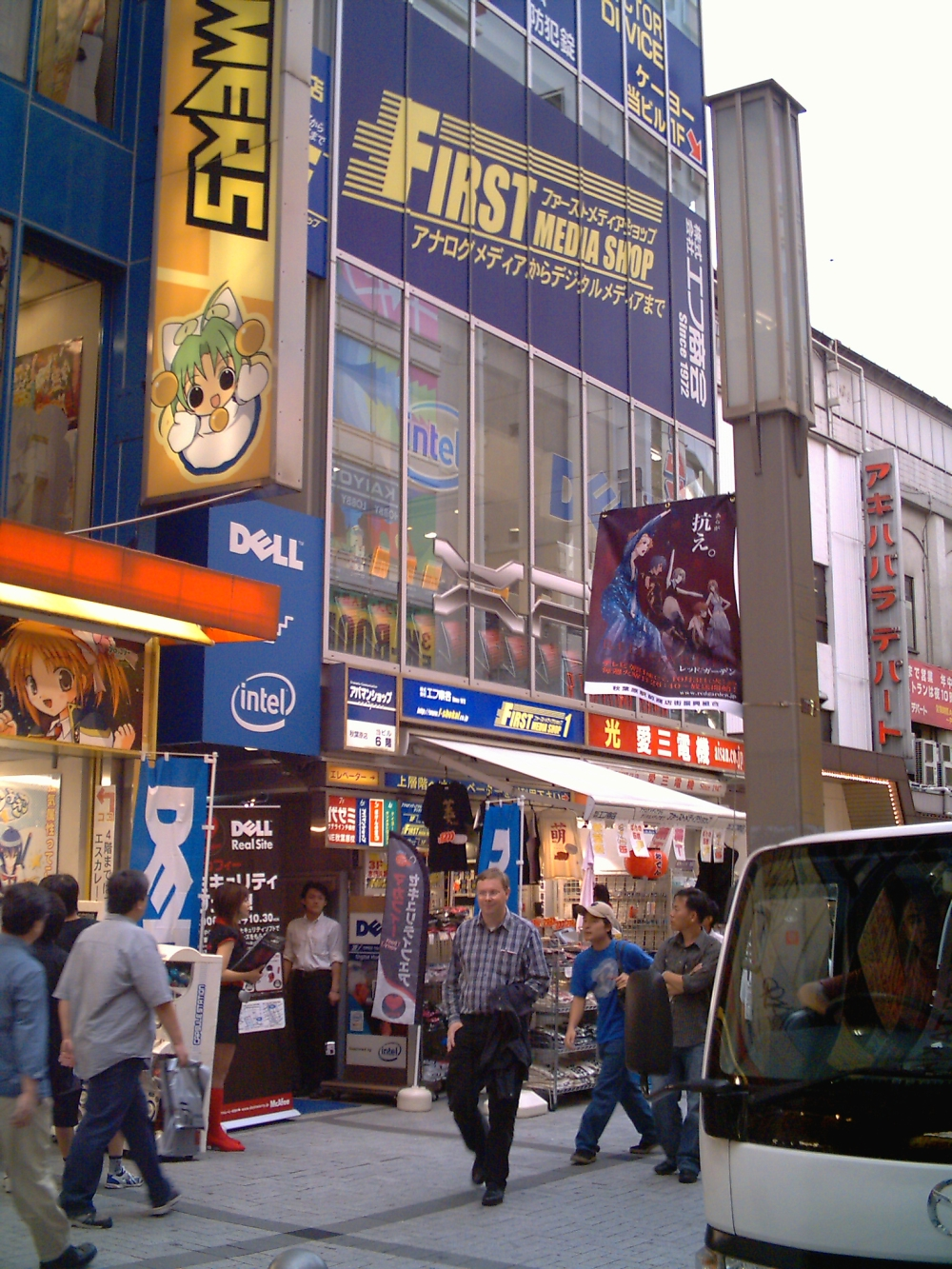
Botiga Dell a Akihabara

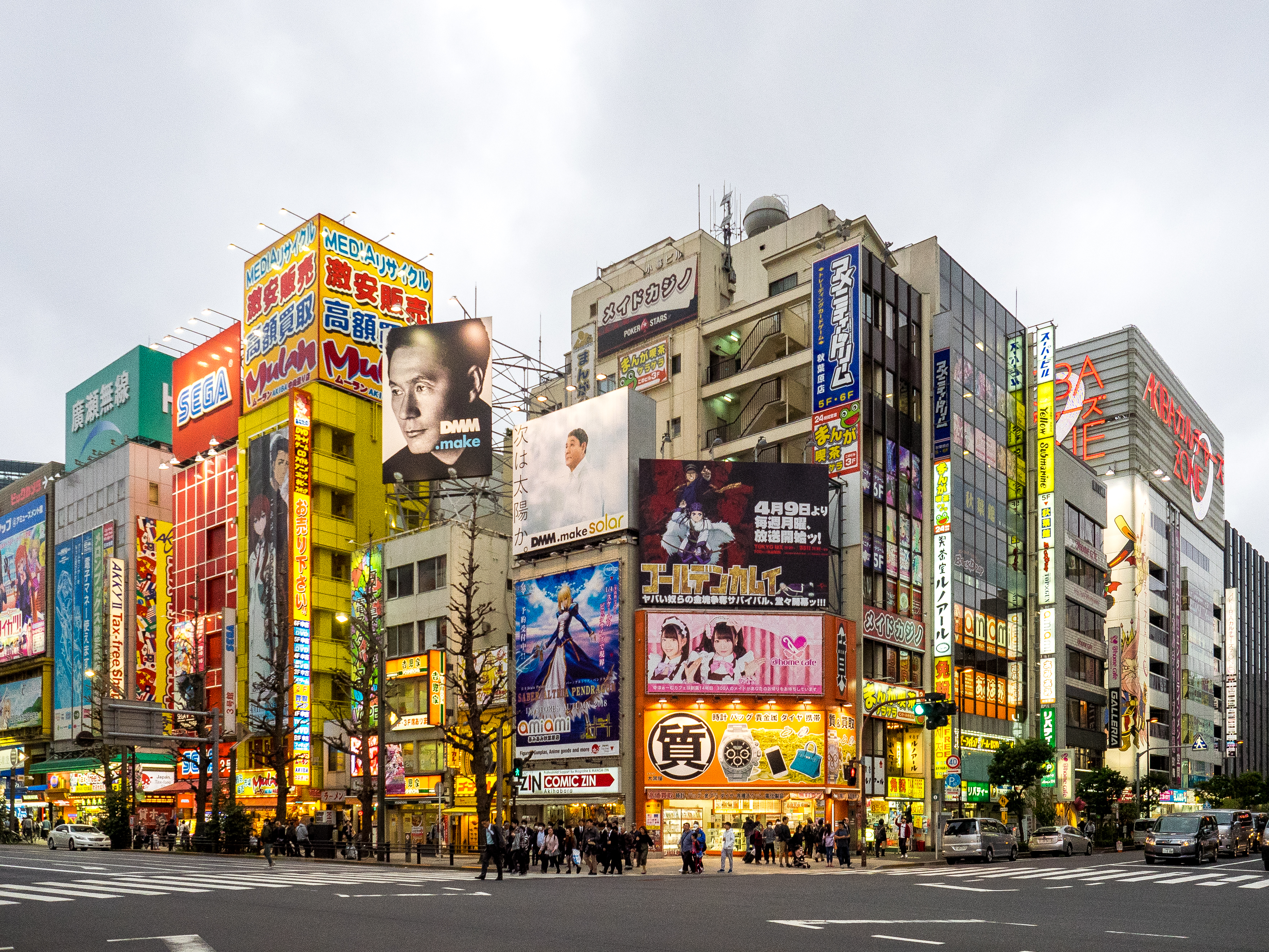
Edificis d'Akihabara (2018)

- 1869: un gran incendi va destruir la zona. Es va prendre la decisió de netejar uns 30.000 metres quadrats com a tallafoc, per evitar que nous focs entressin a la ciutat de Tòquio.[3]
- 1870: al terreny netejat, es va construir un temple xintoista que havia estat en el castell d'Edo. El nom del temple era 鎮火社, que significa 'el temple apagafocs'.
- Tanmateix, molts residents de Tòquio van interpretar de manera incorrecta el nom del temple. Van creure que el temple estava dedicat a la dea Akiba o Akiha (秋葉), que era la dea contra el foc més popular en el Japó central i oriental. Anomenaven la zona Akiba ga hara o Akibappara, que significa 'la posició de la dea Akiba'.
- 1888: el temple es va desplaçar a Matsugaya, prop d'Asakusa.
- 1890: es va allargar la línia de ferrocarril (actualment, la línia Tōhoku) d'Ueno a Akihabara.
- De l'era Meiji a l'era Shōwa, Akihabara va ser un mercat de fruita i verdures (青果市場, Seika Shijō).
- 1925: es va allargar la línia Tōhoku fins a l'estació de Tòquio, connectant així Akihabara i Tòquio.
- Circa 1945-1955: després de la Segona Guerra mundial, es va establir un mercat negre a Kanda. Al voltant de la línia Sōbu es va establir un mercat de botigues per vendre aparells elèctrics als estudiants de l'actual universitat (東京電機大学, Tokyo Denki University, 'Universitat Elèctrica de Tòquio').
- 1960s: a Osaka, el districte de Nipponbashi fa competència d'igual a igual amb Akihabara.
- 1989: el mercat de fruita i verdures (Seika Shijō) marxa a Ōta-ku, un districte al sud de Tòquio.
- 1990: amb l'aparició de les cadenes d'electrodomèstics Yamada i Kojima, que obriren botigues en altres zones de Tòquio, la venda de productes hi baixa. Tanmateix, al mateix temps, els productes relacionats amb la informàtica s'hi incrementen amb una mesura similar.
- Durant la dècada del 1990, comença el boom relacionat amb l'anime i l'otaku.
- A partir del 2000, el negoci relacionat amb la informàtica hi ha baixat i s'ha vist incrementat, en canvi, el comerç relacionat amb l'otaku.
- El 25 d'agost del 2005, s'inaugura el Tsukuba Express, que és el ferrocarril privat més ràpid de Tòquio. Connecta l'estació amb Tsukuba.[4]

## Actualitat
L'entreteniment relacionat amb l'anime i els videojocs es concentra en aquesta zona, tal com: galeries d'artistes reconeguts, principalment de Square-Enix i Gonzo, karaokes especialitzats en música d'anime, esdeveniments de l'aidoru de la setmana, i cafès maid i cospa. Hi són comuns els esdeveniments que involucren seiyus famosos.
Altres establiments que han guanyat terreny últimament han estat els maid cafè. En aquests, es compleix la fantasia d'algunes persones de ser servides per una dona fent cosplay de típica serventa francesa. El servei no necessàriament és culinari i pot variar des d'una tassa de cafè fins a un massatge de peus. Si bé la majoria solen ser-ne escrupolosos, s'hi recomana precaució.